# Pietro Antonio Cesti
Pietro Antonio Cesti, także Antonio Cesti (ochrz. 5 sierpnia 1623 w Arezzo, zm. 14 października 1669 we Florencji)  – włoski kompozytor okresu baroku.
Pierto jest jego właściwym imieniem, otrzymanym na chrzcie. Antonio to imię, które przyjął wstępując do zakonu franciszkanów. Pojawiające się w niektórych publikacjach imię Marc’ Antonio jest błędne .
Należał do najbardziej reprezentatywnych twórców weneckich. Był kapelmistrzem i śpiewakiem kapeli papieskiej w Rzymie.
Działał we Florencji, Innsbrucku i w Wiedniu, tworząc opery solowe i chóralne. Szczególny rozgłos zyskała opera okolicznościowa o charakterze panegirycznym "Il pomo d'oro", skomponowana na cześć zaślubin austriackiego księcia Leopolda z księżniczką hiszpańską Małgorzatą (1667).
Cesti wykorzystał w operze wszelkie dotychczasowe środki wyrazu i niektóre rozwinął:
- dzieło rozpoczyna trzyczęściowa symfonia, podobnie jak francuska uwertura, związki motywiczne uwertury z muzyką dzieła.
- partie solowe z rozwiniętą koloraturą, arie z instrumentami koncertującymi, np. z trąbką
- rozbudowane chóry na wzór opery rzymskiej
- forma ABA stosowana we wszystkich partiach solowych i zespołowych